# 북두의 권 (TV 애니메이션)
북두의 권(北斗の拳)은 부론 손, 하라 테츠오의 만화 작품 「북두의 권」을 원작으로 한 TV시리즈 애니메이션이다. 

## 작품 해설
북두의 권
방영기간 : 1984년 10월 11일 - 1987년 3월 5일 .야구 중계가 우천으로 인해 중지되었을 경우는, 1주일 앞당겨 10월 4일부터의 방송이 예정되어 있었다. 제23화부터 오프닝(OP)에서 제목 앞에 '세기말 구세주 전설'로 표시되게 됨에 따라, 세기말 구세주 전설 북두의 권(세기말 구세주 전설 북두의 권)으로 호칭되기도 한다.총 109화
북두의 권 2
방영기간 : 1987년 3월 12일 - 1988년 2월 18일 총 43화
『주간 소년 점프』연재의 만화 『북두의 권』을 원작으로 하여 1984년부터 도에이 동영상 (현 : 도에이 애니메이션)에 의해 제작, 후지 TV에서 방영된 TV 애니메이션 작품. 모두 매주 목요일 19:00 - 19:30에 방영되었다.
『북두의 권』(이하, 무인)은 라오우와의 결착까지 전4부로 구성한 것으로, 편의상으로부터 신과의 대결까지를 「제1부」(서던크로스편), 레이의 등장으로부터 최후까지를 「제2부 풍운용호편」, 사우더의 등장으로부터 토키의 대결까지를 「제1부」(서던크로스편), 레이의 등장에서부터 토키의 등장까지를 「패기」라고 하는 최종까지를 「제2부」를 「제2부 「제2부」라고 한다.『북두의 권 2』는 그 후의 수라국편이 주된 내용으로, 라오의 친형·카이오와의 결착까지 그려졌다. 국내에서는 애니박스에서 2017년에 자막판으로 방영되었다.  새벽 시간대에 방영되었다. 새벽에 방영된 이유는 학부모의 항의를 받을 우려가 있고 폭력성이 굉장히 강한 이유이다. 등급은 19세이다.
애니메이션화에 있어서는 원작의 모순점등을 수정하거나 일부 오리지날 스토리도 더하는 등의 개변을 하고 있다.특히 원작에서는 죽거나 죽는 아이가 애니메이션판에서는 생존하는 개변이 산견되는가 하면 1부에서는 신과의 결착까지의 과정이 원작보다 길어져 원작에서는 신전후에 싸운 GOLAN이나 자칼 일당은 신의 부하가 되어 서던크로스로 향하는 도중 싸우게 된다.

### 표현의 변경
방송 전인 후지TV에서는 잔학한 묘사가 있는 원작에 대해서 거부감이 강하여, 방송 코드에 대한 배려로 도에이 동화는 제작상, 묘사를 완화할 필요가 있었다.인체 파열이나 절단 등의 과격한 폭력·유혈 묘사에 관해서는 실루엣 처리나 투과광, 화면 반전 등의 연출로 잔학성을 거의 억제하고 적을 코끼리처럼 크게 그리는 등 원작에서 볼 수 있었던 과장 표현을 보다 많이 사용하여 리얼리티를 지웠다. 그 외 , 악당이나 켄시로의 공격적인 대사 돌리기는 일부 컷 하거나 다른 것으로 변경하는 등, 골든 타임대에서의 텔레비전 방영에의 배려도 지불되었다.
그 결과, 염려된 프로그램에 대한 시청자의 클레임은, 도에이 동영상의 담당 프로듀서·다카미 요시오에 의하면 없었다고 한다. 당시 '주간 소년 점프' 편집장 니시무라 시게오도 잔혹 묘사에 관한 클레임은 편집부에는 없고 애니메이션 쪽에도 특별히 없었을 것이라고 증언한 바 있다. 담당 편집자인 호리에 노부히코도 거의 똑같이 증언했다.

### 내레이션·다음회예고 등
TV 애니메이션판의 명물로서 치바 시게루에 의한 다음 번 예고의 내레이션이 알려져 있다.이야기상, 중단이 되는 이야기의 예고는 회가 진행되는 것에 따라 읽어 올리는 텐션이 점점 올라갔지만,치바는 「(더 이상 계속하면) 몸이 견디지 못한다」라고 생각해 「2」 제4화부터는 텐션을 떨어뜨려, 딱따기의 소리를 배경으로 가부키나 활동 변사와 같은 어조로 예고를 읽어내고 있었다. 그러나 시청자들로부터 왜 그만두느냐는 민원이 쇄도하는 바람에 20회부터 마지막회까지 흥겨운 내레이션을 밀어붙였다는 일화가 있다.그 이전, 표시가 없는 예고의 BGM은 오프닝 테마의 인트로 프레이즈의 일부분이었지만, 「2」 제20화 이후의 예고에서는 이전의 스타일로 돌아와, 오프닝 테마 「TOUGH BOY」의 인트로가 사용되고 있었다.
각 회의 첫머리에 표시되는 부제목의 읽기와 차회 예고의 매듭[주석 4]은 켄시로역의 카미타니 아키라가 행하고 있다.다만, 무인 제 2 부 종료되는 제57화 등, 일부의 회에서는 부제목의 읽기가 없는 회도 있다.다음 회 예고의 마무리 대사는 주로 1부에서 너는 이미 죽었다, 4부에서 북두의 수법은 내가 지킨다가 많이 쓰이며 회에 따라서는 그때 장면에 맞는 대사가 되는 경우도 있다.2에서는 가미야의 마무리가 없었지만 최종회 예고에서만 북두신권은 불멸이다라고 끝을 맺는다.
- 사용횟수별 베스트3에서는 (표시없음) 전109화중(괄호안의 이야기는 모두 예고회)
  - 1위 북두의 규칙은 내가 지킨다 38회 2부(44화49화) 3부(71화75화76화) 4부(108화 제외 전편)
  - 너는 이미 죽었다20회, 제1부 (제5화, 제15화, 제22화 제외 전편), 제2부 (제24화, 제25화)
  - '난세의 분노가 나를 부른다' 14회, 제59화 - 70화 · 제 74화 · 제 77화)

### 아이캐치
중간의 CM에 들어갈 때, 표지에서는 켄시로가 「호아터」라고 외쳐, 날아차기를 날리는 씬에서 화면이 정지해 백이 바뀌어, 화면아래(켄시로의 발아래)에 타이틀 로고가 나온다.바탕색은 제14화까지는 '파란색', 제15화 이후는 '빨간색'으로 되어 있다. 이 날아차기의 씬에서는 어깨받이가 왼쪽 어깨, 반데지가 오른팔과 좌우가 거꾸로 되어 있지만, 이것은 초대 OP의 동일 씬의 유용이며, 초대 OP에서는 어깨 받이·반데지 모두 본래의 위치에서 그려져 있는 것과, 켄시로의 방향이 아이캐치와는 반대로 되어 있다. 「2」에서는 제3화 이후에 켄시로가 상반신의 옷을 찢어 버리는 씬(반신)을 것이다.또, 「2」에서는 제4화 이후 후반 파트 돌입시에도 아이 캐치가 도입되어 켄시로를 선두로 후방에 버트와 린이 있는 씬이 되어, 오른쪽 아래에서 「북두의 권 2」의 로고가 나타나 왼쪽 아래로 이동한다. 덧붙여 「2」의 제2화 이전에는 아이캐치가 도입되어 있지 않았다.

### 오리지널 요소
주로 1부에서 원작에서는 10주 만에 대결하는 싱과의 만남을 연장시켰고 22회 대결까지는 싱의 일당으로서 다양한 오리지널 적과 스토리를 담았다.그 중에는 남두인간 포탄이나 남두열차포 등 원작의 세계관에서 벗어난 설정도 보여지지만, 초기에 오리지날 각본을 다룬 우에하라 쇼조에 의하면, 출판사·텔레비전국·원작자로부터 만화 대로의 팽개치기, 대사로 영상화하도록 클레임이 걸렸다고 한다. 우에하라는 저항해 원작에 전혀 없는 것을 썼지만, 결국은 본의 아니었기 때문에 각본을 내렸다고 인터뷰에 대답하고 있다. 사실 제2부 이후는 오리지널 요소는 격감해 원작대로의 전개가 증가했다.